# Phloeocranus bruchoides
Phloeocranus bruchoides is een keversoort uit de familie snuitkevers (Curculionidae). De wetenschappelijke naam van de soort werd in 1942 gepubliceerd door Karl Eduard Schedl.